# Hemlig kärlek
Hemlig kärlek är Kjell Höglunds nionde studioalbum, som släpptes 11 februari 1986 hos Atlantis. Albumet producerades av Thomas Almqvist. Skivan släpptes som LP och kassettband, men har ej utkommit på CD.

## Mottagande
Hemlig kärlek fick ett något mer blandat mottagande i pressen än Höglunds förra album Tidens tecken. Dagens Nyheter kallade Hemlig kärlek för en "ojämn skiva," men skrev att den också bjöd på sånger som recensenten "tycker mycket om och som visar att Kjell Höglund är ensam i landet om sin surrealistiska balladkonst." Recensenten i Aftonbladet påpekade att skivan ljudmässigt lät "nytt synth-kryddat och 80-talsproffstigt," men gillade artisten "bäst med akustisk gitarr som på [låten] Tidens hjul."
Skivan fick dock en väldigt positiv recension i Göteborgsposten, som skrev att de synthbaserade arrangemangen hade "gjort Kjell Höglunds musik än mer mångbottnad och intressant att lyssna till."

## Låtlista
Text och musik: Kjell Höglund.
Sida A
1. "Crème de Cassis" - 3:50
2. "Djungelns siste desperado" - 3:30
3. "Djävulens alternativ" - 3:42
4. "Nefertiti" - 5:08
5. "Tidens hjul" - 3:12

Sida B
1. "Hemlig kärlek" - 5:00
2. "Från en fjärran galax" - 4:47
3. "Mina vingar" - 3:55
4. "Brustna drömmars boulevard" - 5:38
5. "Psalm 907" - 4:20

## Medverkande
- Kjell Höglund - sång
- Thomas Almqvist - gitarr, synth, kör
- Janne Hansson - synth
- Bengt Lindgren - bas, kör
- Johan Stengård - saxofon
- Lalla Sandberg - kör
- Maritza Horn - kör